# XIV. Benedek (ellenpápa)
Ez a szócikk az ellenpápáról szól. Nem tévesztendő össze XIV. Benedek római pápával!
XIV. Benedek (1370 körül – 1437?) néven lépett fel a katolikus egyház történetének harminchetedik ellenpápája.  A Franciaország déli városában, Rodez-ben megalakított udvara a nagy nyugati egyházszakadás legutolsó felvonása volt. A történészek előtt a korabeli tudósítások hiányossága miatt csak részleteiben tűnik elő Benedek története, amely lehetséges, hogy nem is egy ember uralkodói neveként szolgált.
Eredetileg Bernard Garnier néven született, valahol Franciaország déli részén. Életéről és pályafutásáról valójában mindössze ennyi maradt fenn a történelem írott emlékezetében. A források mindössze az ellenpápai méltóság megszerzését írják le alaposan. Ezek egészen XIII. Benedek pontifikátusához nyúlnak vissza, aki 1394-ben még Európa egyik fele által elismert egyházfőként foglalhatta el az avignoni pápai trónt. Az idők múlása azonban a francia uralkodó által támogatott Benedeknek nem kedvezett. A párizsi egyetem egyre nagyobb nyomást helyezett a király vállára, hogy vonja meg támogatását Benedektől, és segítse elő egy egyetemes zsinat összehívását, ahol mindhárom egyházfő letétele után újra egységbe kovácsolják a nyugati egyházat. Benedek ezért hamarosan magára maradt, és mindössze négy bíboros kísérte el szülőföldjére, az aragóniai Peñíscolába. Közben a konstanzi zsinat 1417-ben megfosztotta a trónjához makacsul ragaszkodó Benedeket méltóságától. Az ellenpápa azonban élete végéig megtartotta címét, és hirdette legitimitását. 1423-as halálakor mindössze három bíboros volt Aragóniában, akik V. Alfonz, aragón király nyomására azonnal konklávéra ültek össze, és megválasztották VIII. Kelement Benedek utódjául.
A negyedik kardinális Jean Carrier volt, aki Franciaországból igyekezett a választásra, de amikor odaért, kiderült, hogy a bíborosok már választottak. A sértett Carrier bíboros visszavonult Franciaországba, és korábbi birtokára, Rodez városába zárkózott. Itt kinevezte a város őrkanonokját, Bernard Garnier-t egyházfőnek. Bernard felvette a XIV. Benedek nevet, de ezen kívül semmi sem utalt arra, hogy egy valódi egyházfő lakik a kisvárosban. A történet ettől kezdve egyre elmosódottabban jelenik meg a krónikákban. Benedek uralmát még V. Alfonz sem ismerte el, tehát csak néhány egyházi méltóság és egy bíboros támogatását élvezte az ellenpápa ellenpápája. A forrásokból az rajzolódik ki, hogy amikor VIII. Kelemen elismerte a római pápa, V. Márton hivatalát 1429-ben, XIV. Benedek létezése csak akkor vált nyilvánossá. Feltehetőleg 1430-ban Bernard Garnier meghalt, de az avignoni vonalat Carrier bíboros mindenképpen tovább akarta vinni, így feltehetőleg ő is felvette a XIV. Benedek nevet, és tovább uralkodott fantompápasága fölött. Végül a senki által el nem ismert egyházfő 1437-ben meghalt vagy mások szerint lemondott trónjáról.